# Clatha longipes
Clatha longipes là một loài tò vò trong họ Ichneumonidae.